# Kennzeichenrecht
Das Kennzeichenrecht ist ein Rechtsgebiet, das sich mit dem gewerblichen Rechtsschutz von Kennzeichen (z. B. eingetragenen Marken und Logos) befasst.

## Allgemeines
Kennzeichen gehören wie Gebrauchsmuster, Patente oder Wettbewerbsrechte zu den Immaterialgütern, die wie das Eigentum an Sachen einem absoluten Rechtsschutz unterliegen. Dieser gewerbliche Rechtsschutz für Immaterialgüter umfasst das ausschließliche Nutzungsrecht des Rechtsinhabers auf alleinige Nutzung (Ausschließlichkeitsrecht), aus dem das Verbot gegenüber Dritten resultiert, ohne die Zustimmung des Rechtsinhabers diese Rechte nicht nutzen zu dürfen. Der Rechtsinhaber besitzt bei Wiederholungsgefahr einen Unterlassungsanspruch gegen den Verletzer, den er durch Unterlassungsklage durchsetzen kann.

## Rechtsgrundlagen
Wichtigste Rechtsgrundlage ist das Markengesetz (MarkenG). Unter dem Rechtsbegriff „Kennzeichen“ sind hier Marken, geschäftliche Bezeichnungen und geografische Herkunftsangaben zu verstehen, das ergibt sich auch aus der abschließenden Aufzählung in § 1 Abs. 1 MarkenG. Nach der zentralen Schutzvorschrift des § 3 Abs. 1 MarkenG sind alle Zeichen, insbesondere Wörter einschließlich Personennamen, Abbildungen, Buchstaben, Zahlen, Gesten, Hörzeichen, dreidimensionale Gestaltungen einschließlich der Form einer Ware oder ihrer Verpackung oder sonstige Aufmachungen einschließlich Farben und Farbzusammenstellungen, unter Rechtsschutz gestellt, die geeignet sind, Waren oder Dienstleistungen eines Unternehmens von denjenigen anderer Unternehmen zu unterscheiden.
Der Rechtsschutz beginnt gemäß § 4 MarkenG mit der Eintragung in das Markenregister. Rechtsinhaber können nach § 7 MarkenG natürliche Personen, juristische Personen oder Personengesellschaften sein. Der Unterlassungsanspruch gegen Verletzer ergibt sich aus § 14 Abs. 5 MarkenG. Ist eine Marke im Markenregister gemäß § 33 MarkenG eingetragen, darf sie vom Markeninhaber mit dem Symbol „®“ (von englisch Registered Trade Mark, „eingetragene Handelsmarke“) neben der Marke gekennzeichnet werden. Die Schutzdauer einer eingetragenen Marke endet nach zehn Jahren (§ 47 Abs. 1 MarkenG), sie kann um jeweils zehn Jahre mehrfach verlängert werden.
Daneben sind auch Vorschriften aus dem Bürgerlichen Gesetzbuch (BGB) und Handelsgesetzbuch (HGB) von Bedeutung, um Schutzrechte durchzusetzen.
Der grundlegende Unterschied zum Patent- und Urheberrecht besteht darin, dass das Kennzeichenrecht als Ausprägung des Markenrechts nicht in erster Linie die anerkennenswerte Leistung schützt, also nicht etwa eine Erfindung oder ein Werk. Das Kennzeichenrecht schützt die Zuordnungsmöglichkeit eines Kennzeichens. Daraus kann die besonders große Relevanz des Kennzeichenrechts für den Wirtschaftsverkehr gezogen werden, da hier der Schutz vor unbefugtem Gebrauch für Aspekte wie Werbewirksamkeit, Rufausübung und qualitative Zuordnungsmöglichkeiten von existenzieller Bedeutung sind.

## Wichtige Kriterien des Kennzeichenrechts

### Unterscheidungsfunktion
Zentral im Kennzeichenrecht ist der Schutz des Inhabers eines Kennzeichenrechts. Kennzeichenrechte sind Eigentumsrechte. Dem Inhaber eines markenrechtlich geschützten Kennzeichens wird eine dem Sacheigentum vergleichbare Rechtsposition eingeräumt, die es ihm gestattet, Dritte von der Benutzung des gleichen Kennzeichens auszuschließen. Die Unterscheidungsfunktion eines Kennzeichens wird insofern dadurch gewahrt, als es einem Dritten im geschäftlichen Verkehr verboten ist, ein mit einem geschützten Kennzeichen hinreichend ähnlichen oder sogar identischen Zeichen zu verwenden. Dies wurde als grundlegende Entscheidung des Bundesverfassungsgerichts in seinem Urteil „Schloßberg“ entschieden. Darin heißt es:

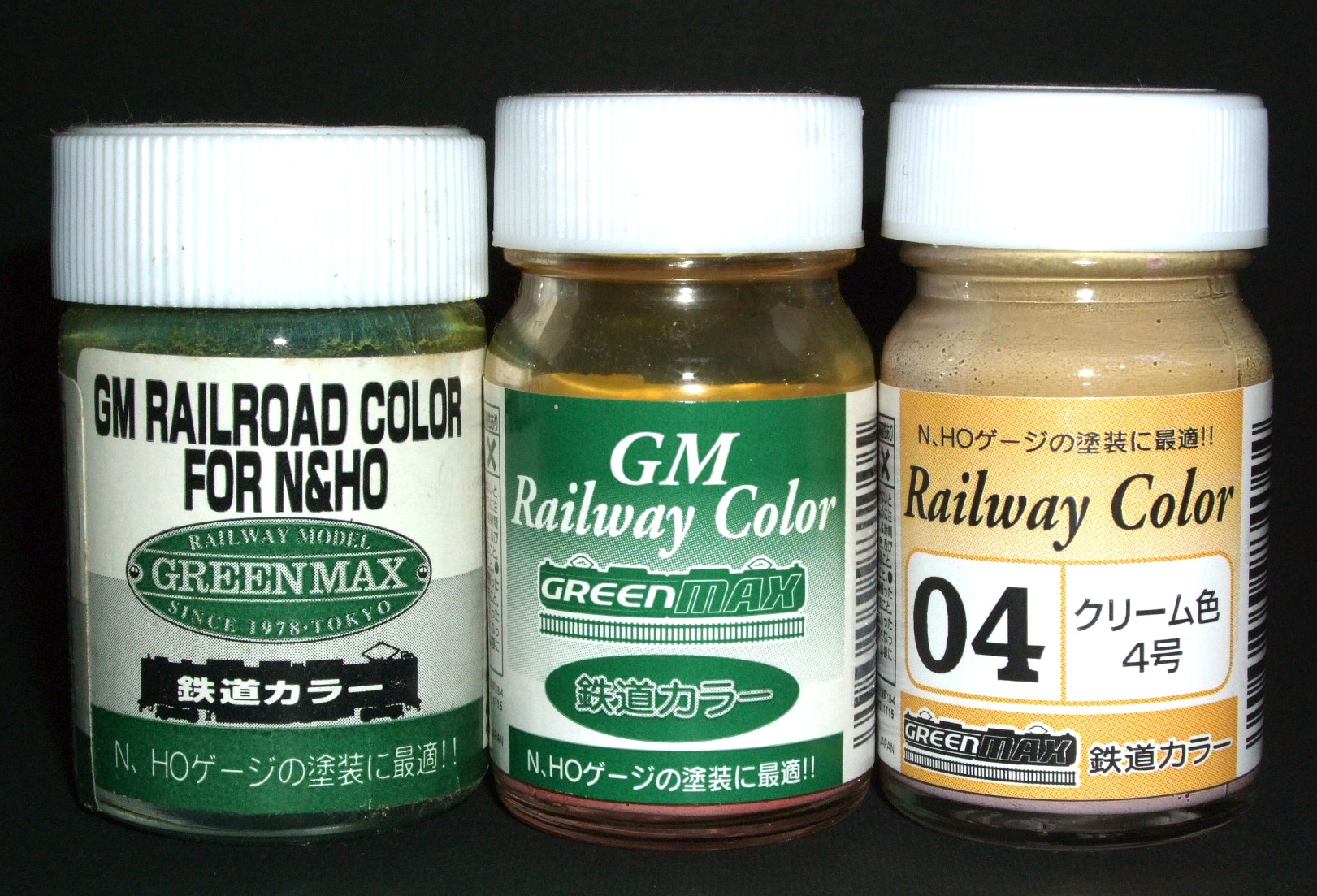
Verstoß gegen Identitätsschutz des Kennzeichens „Railway Colour“ in der gleichen Produktkategorie

„Unter Beachtung der vom Bundesverfassungsgericht zum Urheberrecht entwickelten Grundsätze könne man das Warenzeichen als durch Art. 14 GG gewährleistetes Eigentum ansehen.“

### Identitätsschutz
Um diese Unterscheidungsfunktion in der Praxis ausüben zu können, gewährt der Gesetzgeber dem Inhaber eines Kennzeichens das Recht, ein konkretes Kennzeichen für einen bestimmten Bereich der Waren- und Dienstleistungsklassen für seine wettbewerbliche Ausübung für sich zu monopolisieren. Das bedeutet, der Inhaber eines geschützten Zeichens darf dieses Zeichen als Einziger im geschäftlichen Verkehr für die Bewerbung einer bestimmten Produkt- oder Dienstleistungsklasse verwenden. Dadurch wird gewährleistet, dass die Identität eines Produktes, die für den Verbraucher untrennbar mit der Marke, also dem Kennzeichen eines Produkts, zusammenhängt, für eine ähnliche oder identische Marke einer ähnlichen oder gleichen Produktkategorie ausgenutzt wird. Der Tatbestand der Identitätsverletzung ist erfüllt, wenn ein mit der geschützten Marke identisches Zeichen für Waren oder Dienstleistungen benutzt wird, die mit denjenigen Waren oder Dienstleistungen identisch sind, für die die Marke Schutz genießt.

### Schutz vor Verwechslungsgefahr
Verwechslungsgefahr liegt dann vor, wenn innerhalb der angesprochenen Verkehrskreise der Eindruck erweckt werden könnte, dass die betreffenden Waren oder Dienstleistungen aus demselben Unternehmen oder gegebenenfalls aus wirtschaftlich miteinander verbundenen Unternehmen stammen. Der Schutz vor Verwechslungsgefahr ist der zentrale Anwendungsbereich der Schutzmechanismen innerhalb des Kennzeichenrechts. In der Praxis geht es darum, anhand bestimmter Kriterien festzustellen, ob für den Verbraucher eine Gefahr besteht, dass ein Kennzeichen mit einem ähnlichen Kennzeichen verwechselt wird.

## Namensrecht
Der Schutz des Namens greift, anders als die folgenden Kennzeichenrechte, auch außerhalb des Geschäftsverkehrs und ist nicht im Markengesetz, sondern in § 12 BGB geregelt. Danach ist der Name die sprachliche Kennzeichnung einer Person zur Unterscheidung von anderen. Geschützt ist der bürgerliche Name einer natürlichen Person, insbesondere der Nachname in Alleinstellung. Daneben genießen auch Pseudonyme, Künstlernamen, Spitznamen, Wappen und Vereinsembleme Schutz, solange diese eine Individualisierbarkeit der betreffenden Person ermöglichen. Weitere Namensrechte ergeben sich aus § 13 Abs. 2 Nr. 1 MarkenG, wonach auch der Name juristischer Personen und Personenvereinigungen geschützt werden.
Der markenrechtliche Schutz des Namensrechts schützt den Namen somit vor der Verwendung verwechselungsfähiger Zeichen. Die Vorschriften des Markengesetzes sind insofern lex specialis vor dem Schutz aus § 12 BGB. Ob sich die rechtliche Bewertung bei der unbefugten Verwendung eines Namens nach den Vorschriften des BGB oder des Markengesetzes richtet, hängt maßgeblich davon ab, ob der Name von einem unbefugten Verwender im geschäftlichen Verkehr oder im privaten Bereich erfolgt.

### Namensleugnung
Der erste relevante Eingriffstatbestand in das Namensrecht ist die Namensleugnung nach § 12 BGB (1. Fall). Voraussetzung ist, dass das Recht des Namensträgers zur Führung seines Namens bestritten wird. Grundsätzlich gilt: Die Namensleugnung ist eine rechtswidrige Handlung. Die kennzeichenrechtliche Relevanz der Namensleugnung kann anhand eines abstrakten Beispiels veranschaulicht werden:
Beispiel
X meldet den Namen „Z“ als Marke an. Nach erfolgreicher Anmeldung versucht X, gegen den tatsächlichen Namensträger Z Unterlassungsansprüche hinsichtlich des Führens des Namens, der nunmehr von X als eingetragene Marke Schutz genießt.
Die rechtliche Folge bei Erfolg einer Unterlassungsklage des X wäre, dass der Namensträger Z wegen der Markenanmeldung des X zum unberechtigten Verwender seines eigenen Namens wird. Eine solche Folge wäre aber wohl nicht hinzunehmen. Das Namensrecht eröffnet im Notfall eine Interessenabwägung und bietet dadurch sowohl für Private, vor allem aber für den Wirtschaftsverkehr geeigneten Schutz.

### Namensanmaßung
Unter Namensanmaßung im Sinne von § 12 BGB (2. Fall) versteht man den Fall, in dem ein Unbefugter den Namen eines Berechtigten verwendet, infolge dessen eine Zuordnungsverwirrung eintritt, aufgrund derer schutzwürdige Interessen des berechtigten Namensträgers verletzt werden.
Beispiel
X verwendet das Wappen seines Wohnorts Y-Stadt auf dem von ihm geführten Restaurant-Blog. Durch die Verwendung des Wappens wird eine Zuordnungsverwirrung insofern erweckt, als der Verkehr glaubt, es handele sich um eine offizielle von der Y-Stadt betriebene Webseite.
In der Praxis treten die Fälle meist nicht in der Art auf, dass ein namensmäßiger Gebrauch durch den Unberechtigten vorliegt. Vielmehr handelt es sich um Konstellationen, in denen der Gebrauch eines Namens, oder wie im Beispiel der Gebrauch eines Wappens, dazu führt, dass der Unberechtigte Verwender durch ein irriges Verständnis des Verkehrs eine Zuordnung zu einem Unternehmen, einem Produkt oder einer Dienstleistung – insofern hier zu der Y-Stadt – erfährt, mit dem er tatsächlich aber keine rechtliche Berührung hat.

## Firmenrecht
Unter einer Firma wird der Name eines Kaufmannes im Sinne des Handelsgesetzbuches (HGB) gemäß § 17 HGB verstanden. Bei Firmen sind daher ebenfalls wie Namensrechte gemäß § 12 BGB geschützt.

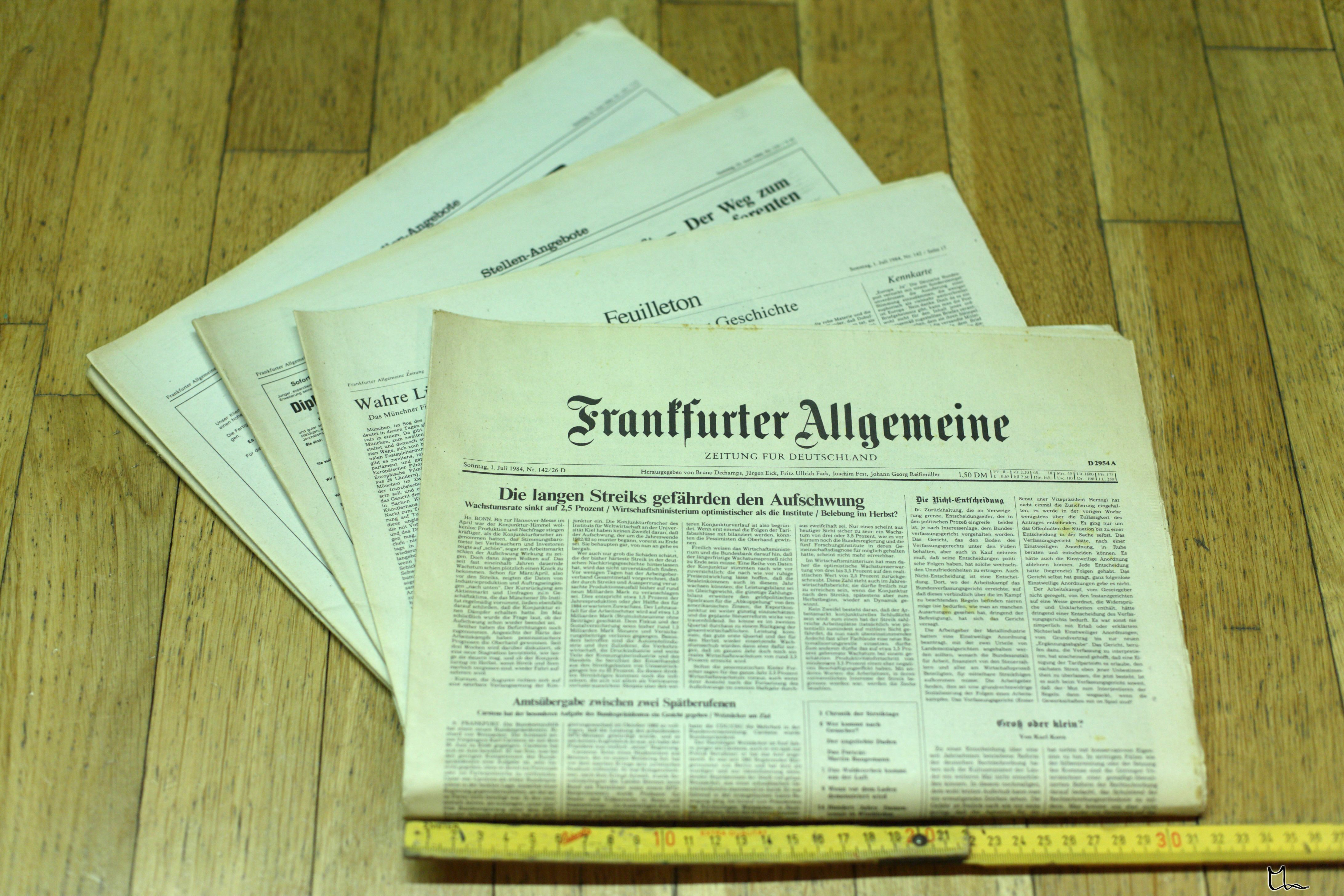
Unterscheidungskräftiger Werktitel

## Werktitel
Unter Werktiteln versteht man grundsätzlich solche Bezeichnungen, die eine konkrete Produktart identifizieren, so etwa Werke wie Bücher (Buchtitel), Filme (Filmtitel), Musik-CDs (Musiktitel) und auch Computerprogramme. Zu beachten ist in diesem Rahmen, dass es sich bei Werktiteln regelmäßig um Bezeichnungen urheberrechtlich geschützter Werke handelt, der kennzeichenrechtliche Schutz jedoch ergibt sich nicht dadurch automatisch, dass ein Schutzrecht nach dem Urheberrechtsgesetz entstanden ist. Vielmehr müssen die Voraussetzungen gemäß § 5 Abs. 3 MarkenG erfüllt sein. Insofern müssen Werktitel eine Unterscheidungskraft aufweisen. Dies ist immer dann zu bejahen, wenn der Titel geeignet ist, das Werk gedanklich von anderen Werken abzugrenzen und hinreichend zu individualisieren. Ist ein Werktitel hinreichend unterscheidungskräftig, genießt dieser mit Aufnahme der Benutzung ohne Hinzutreten weiterer Bedingungen bereits kennzeichenrechtlichen Schutz. Sofern eine solche Unterscheidungskraft für einen Werktitel nicht erfüllt wird, tritt an diese Stelle als zwingende Schutzvoraussetzung die Erreichung sogenannter Verkehrsgeltung. Der Werktitel muss zwingend innerhalb der beteiligten Verkehrskreise einen hohen Bekanntheitsgrad erlangt haben, um Schutz zu erlangen.

## Unternehmenskennzeichen
Die Entstehung kennzeichenrechtlichen Schutzes beginnt wie bei Werktiteln entweder durch die Benutzungsaufnahme eines unterscheidungskräftigen Unternehmenskennzeichens oder alternativ durch den Erwerb einer hinreichenden Verkehrsgeltung. Der Schutz nach § 5 MarkenG tritt neben die Schutzrechte des BGB und HGB zum Schutz des Namens eines Unternehmens.

### Arten von Unternehmenskennzeichen
Unternehmenskennzeichen treten in folgenden Formen auf:
- Name (§ 12 BGB),
- Firma (§ 17 HGB),
- besondere Geschäftsbezeichnungen, insbesondere Etablissementbezeichnungen,

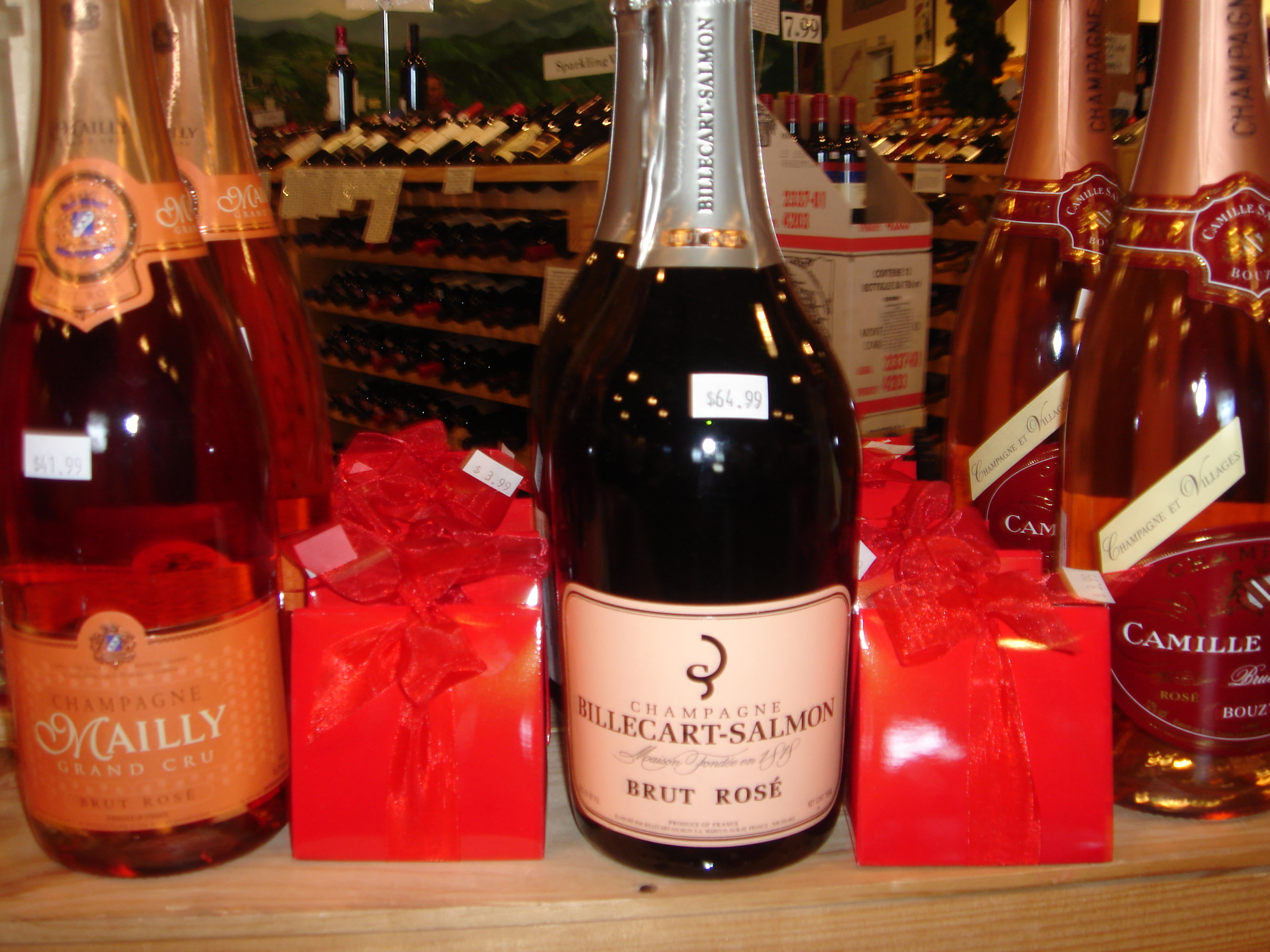
Erlaubte Verwendung der Bezeichnung Champagner für Produkte, die aus der entsprechenden Region kommen

- Geschäftsabzeichen.

## Geografische Herkunftsangabe
Hierunter sind gemäß § 126 MarkenG zu verstehen: Namen von Regionen, Orten, Landschaften oder sonstige Bezeichnungen, die geeignet sind, herkunftshinweisend zu wirken. Die geografische Herkunftsangabe ist als Garantiefunktion dazu bestimmt, die Verkehrskreise über eine gewisse Produktqualität, die gerade mit der Herkunft des Rohstoffes einhergeht, aufzuklären. Wegen der hohen Bedeutung geografischer Herkunftsangaben und der Notwendigkeit, im europäischen Wirtschaftsraum eine hohe Rechtssicherheit zu schaffen, ist im Bereich der Agrarerzeugnisse und Lebensmittel bereits eine Vollharmonisierung erreicht worden. Die Verordnung (EU) 1151/2012 über Qualitätsregelungen für Agrarerzeugnisse und Lebensmittel schafft insoweit ein europaweit geltendes Eintragungsverfahren und regelt gleichzeitig die Reichweite des Schutzes.

## Domains
Auch Domains können Kennzeichenrechte verletzen. Der Domainname ergibt sich aus der Second-Level-Domain bzw. bei Sinnzusammenhang aus der Second-Level-Domain und der Top-Level-Domain. Der Domainname an sich ist kein Kennzeichen im Sinne des Kennzeichenrechts, kann aber kennzeichenrechtlichen Schutz erlangen, wenn für die konkrete Domain ein Markenschutz oder der Schutz als Unternehmenskennzeichen vorliegt. So können Domains etwa als Marke eingetragen werden (§ 4 Nr. 11 MarkenG), als eine Art des genannten Unternehmenskennzeichens geschützt sein (§ 5 Abs. 2, 3 MarkenG), oder als nicht eingetragene Marke – ähnlich der Werktitel und der Unternehmenskennzeichen – Schutz durch Verkehrsgeltung erlangen.
Es gilt im Domainrecht der Prioritätsgrundsatz „wer zuerst kommt, mahlt zuerst“. Domainnamen werden von privaten Stellen vergeben, so etwa die Top-Level-Domain „.de“ von DENIC. Insofern hat der Inhaber einer Domain mit Registrierung bei der privaten Vergabestelle nur ein relatives Recht aus diesem Schuldverhältnis, nicht aber ein absolutes Recht aus markenrechtlichen Vorschriften. Hohe Praxisrelevanz haben Kollisionen von Domains im Falle von unbefugter Verwendung von Namen in der Second-Level-Domain. So verletzt etwa die Benutzung der Domain „heidelberg.de“ das Namensrecht der Stadt Heidelberg.

## International
Kennzeichenrechte sind territorial gebundene Rechte, die den Rechtsinhaber nur in jenem Staat schützen, für dessen Hoheitsgebiet sie erworben wurden etwa durch Eintragung in einem nationalen Kennzeichenregister oder durch Benutzungsaufnahme im jeweiligen Staat. Auf internationaler Ebene existieren seit 1883 die Pariser Verbandsübereinkunft (PVÜ), in der wesentlich einheitliche Regeln für Patente und Handelsmarken vereinbart sind und seit 1891 das Madrider Abkommen (MMA), das Vereinbarungen über die internationale Registrierung von nationalen Marken trifft. Nach dem „Madrider System“, benannt nach dem Madrider Abkommen und dem Protokoll zum Madrider Abkommen, können international registrierte Marken (IR-Marken) erlangt werden. Die dafür zuständige Weltorganisation für Geistiges Eigentum (WIPO) in Genf erteilt dabei ein Bündel von IR-Marken, die in ihrem Schutzumfang den nationalen Marken gleichstehen.